# نویابرسک
شهر نویابرسک (به روسی: Ноябрьск) در کشور روسیه و در ناحیه خودگران یامالو-ننتس واقع شده‌است.